# Ayuntamiento de Croydon
El Ayuntamiento de Croydon es un edificio municipal situado en la Katharine Street de Croydon, que sirve como sede del Croydon London Borough Council. Es un monumento clasificado de grado II.

## Historia
El primer ayuntamiento de Croydon, ubicado en el lado oeste de High Street, fue inicialmente concebido como mercado y se terminó de construir en 1566. Posteriormente se utilizó como ayuntamiento hasta ser demolido en 1807.  El segundo ayuntamiento, que se construyó en el sitio del primero, fue diseñado por Samuel Pepys Cockerell en estilo clásico y fue terminado en 1808. Fue finalmente demolido, como parte del plan de ampliación de la High Street en 1893.
Después de que los gobernantes se dieran cuenta de que el ayuntamiento en High Street era inadecuado para sus necesidades, decidieron construir un nuevo ayuntamiento, eligiendo el sitio de la antigua estación de Central Croydon, que fue remodelada para uso del consejo en 1895, como parte de un plan para instalar "oficinas municipales, tribunales, una estación de policía, una biblioteca y muchos otros propósitos públicos y, sin embargo, dejar un margen considerable de tierra que podría venderse". El edificio, diseñado por Charles Henman en estilo victoriano y construido en ladrillo rojo por WH Lascelles & Co, fue inaugurado oficialmente por los reyes de ese entonces, Eduardo VII y Alejandra de Dinamarca, el 19 de mayo de 1896.
El diseño del edificio presentaba una fachada principal simétrica con nueve tramos hacia la Katherine Street. La sección central contaba con un porche arqueado en la planta baja, una gran ventana segmentada en el primer piso y cinco ventanas estrechas de cabeza redonda en el segundo piso, con el escudo de armas del distrito encima. Al oeste del edificio principal se erigía una torre de reloj cuadrada de unos 54 metros de altura, cuyo reloj y campanas fueron fabricados por la firma local Gillett & Johnston. Encima de cada esfera del reloj había una clave tallada en forma de cabeza humana, representando los cuatro puntos cardinales: un esquimal (norte), un hotentote (sur), un chino (este) y un indio americano (oeste). Al oeste de la torre del reloj se encontraba el Braithwaite Hall, con techo inclinado y escaraguaita, y el almacén de cereales, con logia. Braithwaite Hall debía su nombre al reverendo John Masterman Braithwaite (1846–1889), antiguo vicario de Croydon. En el interior, las salas principales eran la sala del consejo, el salón del alcalde y las salas de los comités.
Una estatua de la reina Victoria, esculpida por Francis John Williamson, fue erigida fuera del ayuntamiento en 1903.  En 1921 se erigió un monumento a las víctimas locales de la Primera Guerra Mundial, llamado Croydon Cenotaph, diseñado por James Burford, que incorpora dos esculturas de bronce de Paul Raphael Montford.
El edificio sirvió como sede del condado de Croydon durante gran parte del siglo XX y se convirtió en la sede del gobierno local del municipio de Croydon, cuando se formó en 1965. Los funcionarios del consejo y sus departamentos se mudaron a la Taberner House, ubicada al sureste del ayuntamiento, en 1967.  El edificio continuó utilizándose como instalación judicial hasta que en 1968 se inauguró el centro de tribunales combinados en la Barclay Road.
El edificio, incluida la sala del consejo, el salón del alcalde y las salas de los comités, fue renovado a finales de la década de 1980 y principios de 1990. Esto permitió reutilizar partes del edificio que no eran necesarias para las reuniones del consejo como un espacio artístico, conocido como la Torre del Reloj de Croydon, en 1994. Al mismo tiempo, se construyó la Biblioteca Central de Croydon en una nueva estructura detrás del ayuntamiento, y la antigua biblioteca de estudios locales se transformó en el nuevo David Lean Cinema. El Braithwaite Hall continuó albergando conciertos, teatro y espectáculos infantiles.
Después de que la Taberner House dejara de funcionar eficientemente, los funcionarios del consejo y sus departamentos se trasladaron en mayo de 2013 a la Bernard Weatherill House, ubicada al sur del ayuntamiento.